# یواس‌اس سوترنر (۱۸۶۱)
یواس‌اس سوترنر (۱۸۶۱) (به انگلیسی: USS Southerner (1861)) یک کشتی بود.